# 안티레고메나
안티레고메나(Antilegomena, ἀντιλεγόμενα)는 신약성경 가운데서 정경성이나 가치에서 논란이 되었던 작품들이다. 안티레고메나에 속했던 신약성경은 베드로 전서, 요한 이서, 요한 삼서, 유다서, 야고보서이다.

## 참고 문헌
- Eusebius of Cæsarea (1904) [325], Philip Schaff; Henry Wace, eds., Church History, The Nicene and Post-Nicene Fathers, Second Series, vol. 1, translated by Arthur Cushman McGiffert.
- Kalin, Everett R (2002), "23: The New Testament Canon of Eusebius", in McDonald; Sanders, The Canon Debate, pp. 386–404.
- McDonald; Sanders, eds. (2002), The Canon Debate, Peabody, Mass.: Hendrickson.